# 清泉寮
清泉寮（せいせんりょう）は、山梨県北杜市高根町（旧北巨摩郡高根町）清里にあり、キープ協会により運営されている宿泊研修施設である。濃厚なソフトクリームが有名。標高1,380mに位置する。

## 概要
清泉寮は、現在ではロッジ、コテージ、レストラン、キャンプ場などを有する宿泊・研修施設であるが、建設当初の1938年（昭和13年）は、清里開拓の父と呼ばれるポール・ラッシュが指導したKEEP（Kiyosato Educational Experiment Project：清里教育実験計画）の一環としての日米協会青年活動によるキリスト教研修の中心施設であった。当時まだ貧しかった山梨県のこの地に大きな可能性をもたらし、キリスト教信者のみならず多くの人をひきつけた。清泉寮という名称は、1937年（昭和12年）秋に現地を視察した立教大学の高松孝治（教授・司祭）により名付けられた。高松は、「キャンプは清里駅から上っていくが、地番は大泉村に入っている。それなら両方を取って清泉寮としたらどうか」と提案したという。

## 沿革

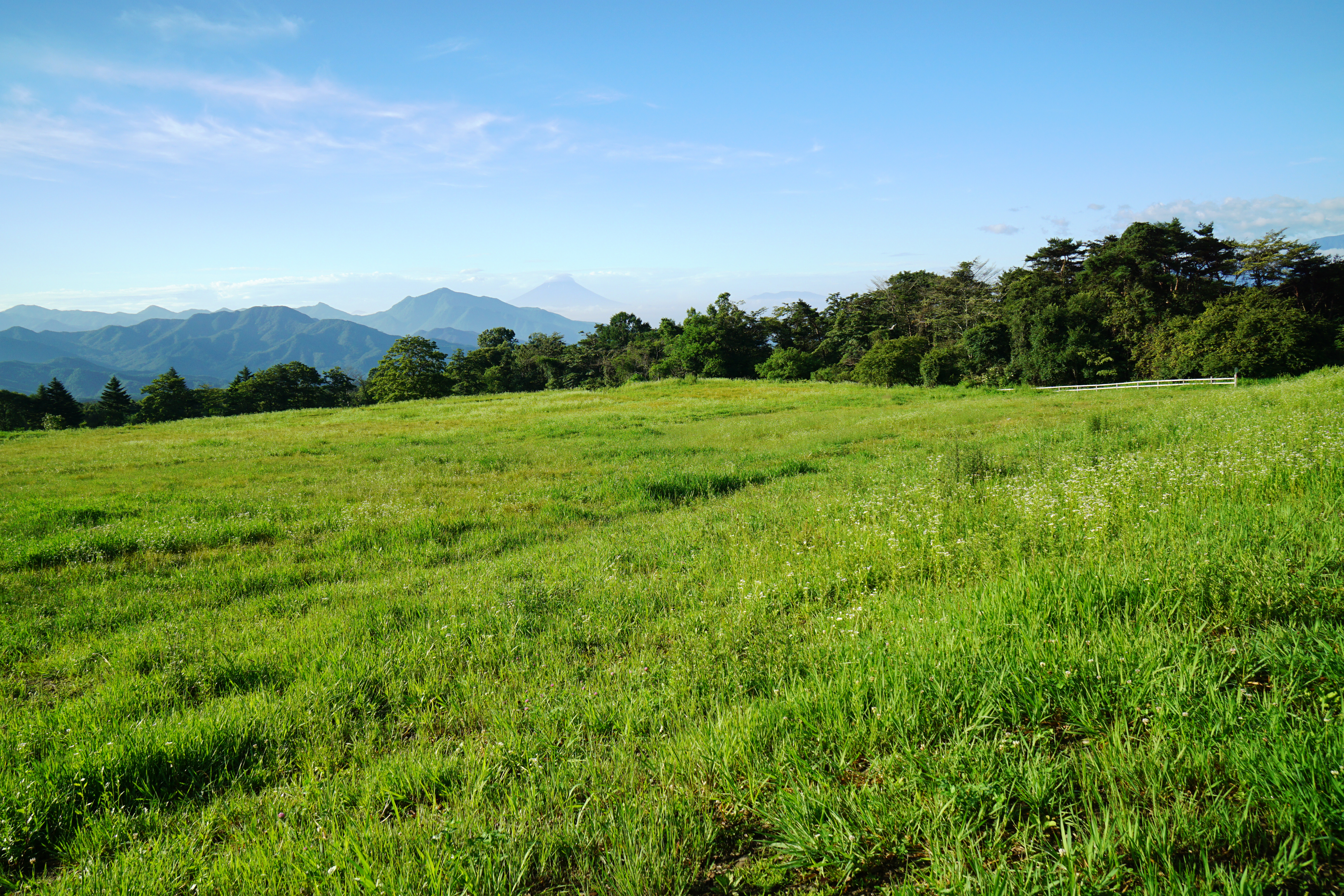
キープ農場

- 1897年（明治30年）11月25日 － アメリカインディアナ州フェアマウント(Fairmount)[3][4][注 1]でポール・ラッシュ誕生。
- 1925年（大正13年） － 関東大震災で崩壊した東京・横浜YMCA会館再建のため、ポール初来日。
- 1926年（大正14年） － ポールが立教大学教授として日本にとどまる。
- 1933年（昭和8年）7月27日 － 小海南線の小淵沢－清里間が開業。
- 1936年（昭和11年）－ ポール・ラッシュが山梨県庁と用地交渉に取りかかる。
- 1938年（昭和13年）

- 清泉寮完成。
- 小河内ダム建設に伴う水没者28戸62人が念場ヶ原に入植。

- 1942年（昭和17年） － 第二次世界大戦のため、ポールがアメリカに強制送還。
- 1945年（昭和20年） － 日本の敗戦により、ポールがGHQ将校として再来日[4]。
- 1947年（昭和22年） － KEEPの原点である高冷地農業導入のための実験プロジェクトを開始[5]。
- 1948年（昭和23年） － 「キープ（KEEP）協会」を設立。
- 1958年（昭和33年） － 清泉寮再建[6]。
- 1979年（昭和54年）12月12日 － ポールが聖路加国際病院にて逝去。
- 2005年（平成17年）8月 － 明仁天皇・美智子皇后（いずれも当時）が清泉寮とポール・ラッシュ記念センターに行幸[2]。
- 2006年（平成18年）9月 － NPO法人地域活性化支援センターにより、恋人の聖地として認定[7]。

## 役割

### 青少年訓練キャンプの拠点として
八ヶ岳の南麓に広がる清里高原は、標高1,000～1,900mにわたる火山斜面で、近代には原野が広がっていた。本格的な入植がはじまる1938年（昭和13年）以前の清里高原は、「念場ケ原山」と呼ばれる周辺11か村の入会林野であった。小河内ダム建設に伴う1938年の水没者28戸62人の入植を皮切りに戦時中・戦後も疎開者・引揚者などによる大規模な開拓入植が2度あった。
八ヶ岳火山斜面は、pH3.0～4.2の強酸性であり、栽培できるものはソバ・アワ・ヒエ・モロコシなどの雑穀と、ライ麦・バレイショ・大豆・小豆などの自給用作物に限られていた。石灰をまいて中和しても効果はほとんどなく、栄養失調や過労で倒れる者も多かった。
同じころ、アメリカ人ポール・ラッシュは聖アンデレ同胞会の夏の修養道場で「キリストの御国を日本に広げるための青年リーダーを清里で訓練したい」として1936年（昭和11年）暮れ頃から山梨県庁と用地交渉に取り掛かった。ポールは富士山が好きということもあり、当初、富士北麓の富士五湖地域での用地取得を望んでいた。しかし、適地がなく、結果として八ヶ岳南麓の県有地が1938年1月～1940年3月末まで貸与されることとなった。はじめて訪れた清里から見た八ヶ岳南麓の壮大な景色、真正面の神々しい富士山にしばらく口が開かなかったという。そして「日本聖徒アンデレ同胞会指導者訓練清泉寮キャンプ場」として青少年訓練キャンプの拠点となったのが清泉寮であった。

### KEEP計画の中心施設として
念場ケ原120haに及ぶ県営開墾は1936年（昭和11年）8月13日から着手された。1942年（昭和17年）に第二次世界大戦のためポールが強制送還されるが、終戦後の1946年にはGHQ将校として再来日する。1947年に斎藤昇山梨県知事の善意により、90万坪（約300ha）がモデル農村コミュニティー用地として県有地が貸与された。翌1948年、日本の農村のモデルとなるコミュニティーづくりを目指して、「キープ協会（Kiyosato Educational Experiment Project=KEEP；清里教育実験計画）」を設立した。この際、拠点となったのが清泉寮であった。
戦後日本において、清里高原のような高冷地での開拓は雑穀作りを主眼としていた。しかし、ポールは酪農こそ高冷地にふさわしいとの直観があり、農林省から50万円（当時）の融資を受け、60頭の乳牛を飼育し始めたものの良い種牛がおらず、うまくいかなかった。1953年（昭和28年）には凍霜害で畑作物は全滅に近い被害を被った。このことが農家を耕種農業から現在に至る酪農へ転換させる転機となった。

### 観光研修施設として
清里の観光地化は1950年代に始まり、登山道が整備され、山梨県営のスキー場、キャンプ場などがオープンした。1960年代には国鉄小海線の北側の県有林が別荘団地と学校寮団地として開発された。この頃、酪農への行き詰まりも発生し、牧場民宿の発達の起爆剤となった。1978年（昭和53年）7月1日には清里に最初のペンションが誕生し、民宿を追い抜く勢いで急増し、1980～90年代にかけては清里観光のブームが巻き起こり、メールヒェンチックなイメージが形成された。この渦中で清泉寮は清里の一大観光研修施設となっていった。
2006年（平成18年）9月には財団法人地域活性化支援センターにより「恋人の聖地」に選定された。

## シンボル
清泉寮旧館や清泉寮ジャージーハットなどの前面には「X」字のようなシンボルが掲出されている。これは清泉寮を創設した「日本聖徒アンデレ同胞会」のシンボルである聖アンデレ十字である。X字型の十字架で処刑されたとされる聖アンデレに由来する。

## 施設概要
- 客室[15]

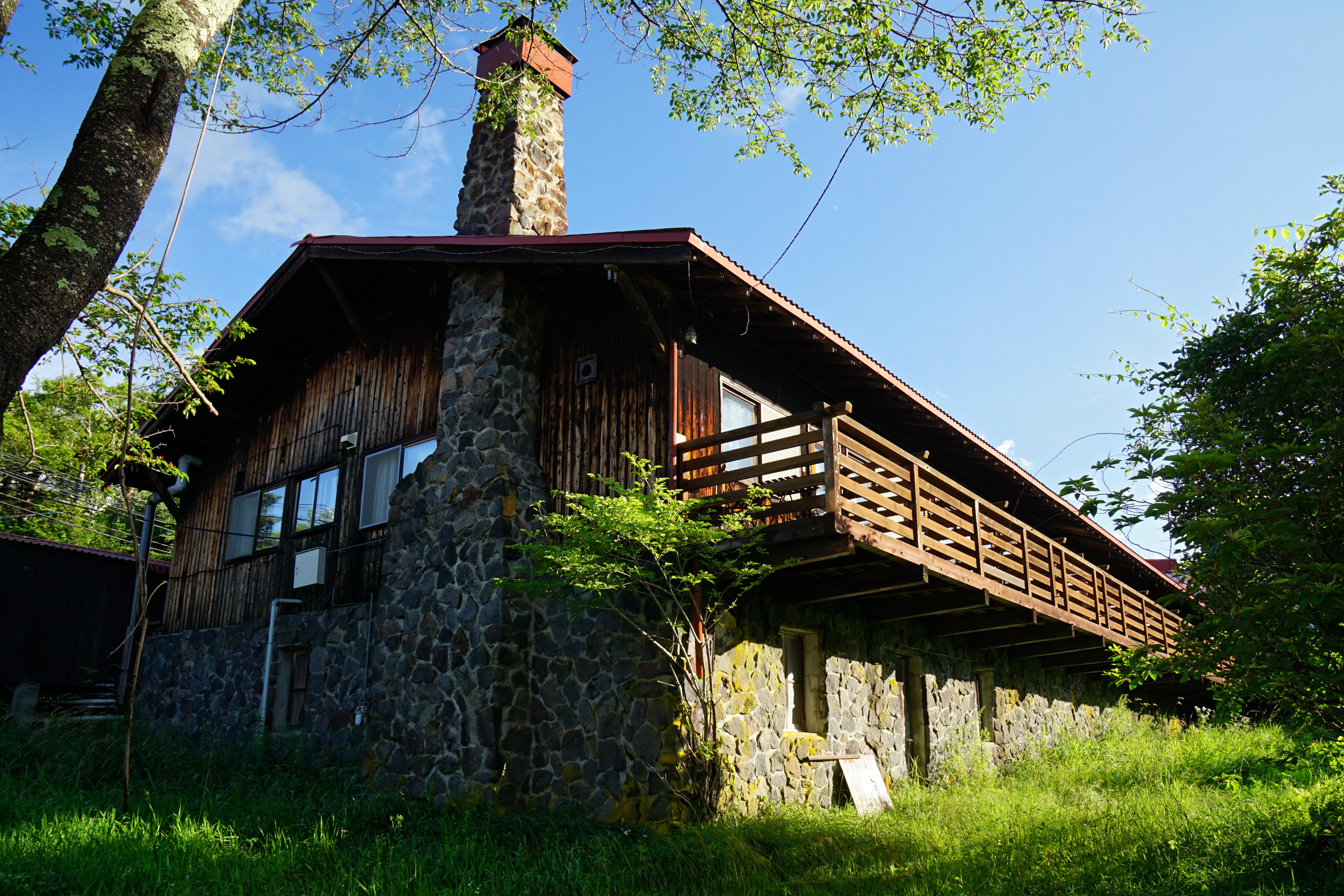
本館宿泊棟

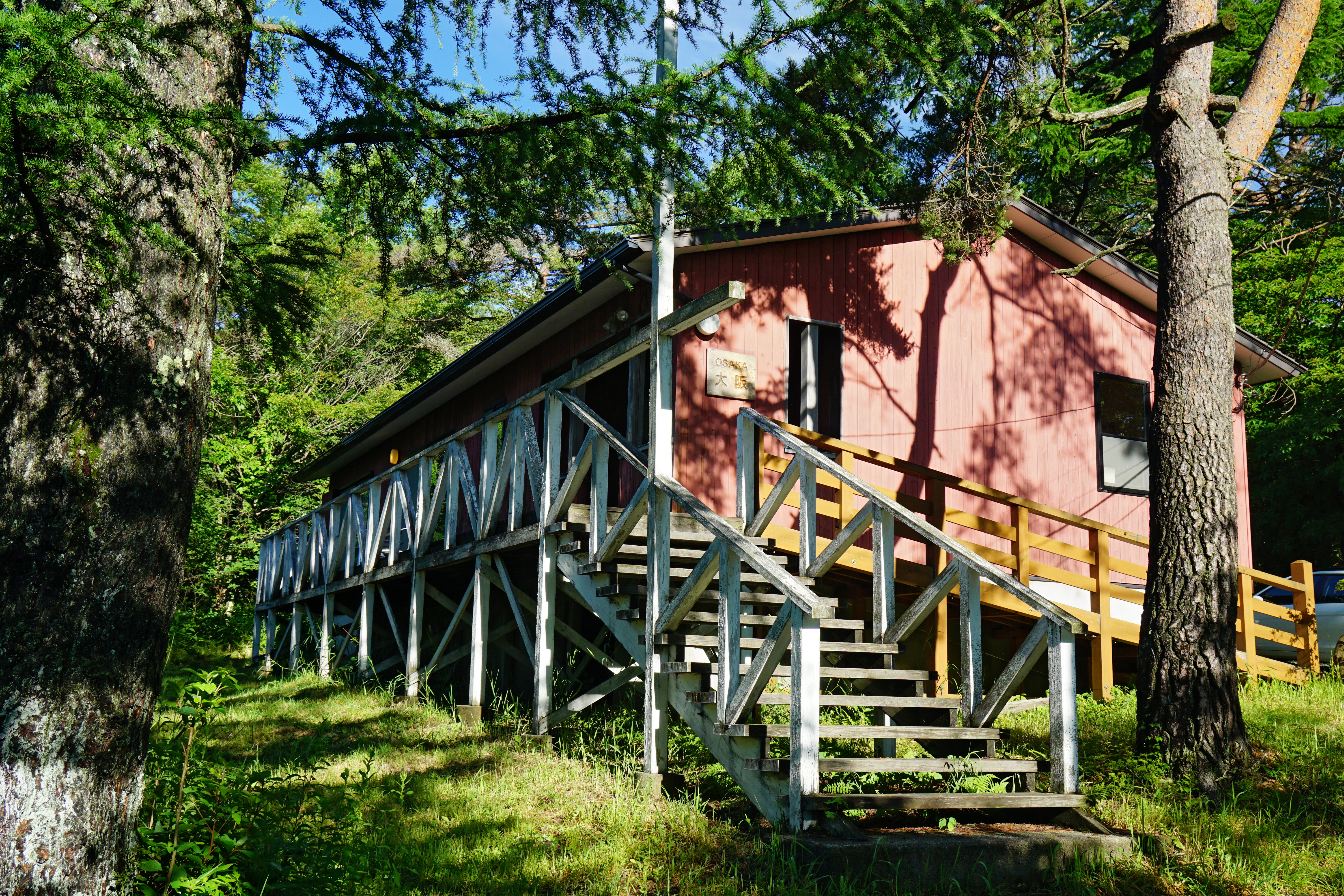
本館コテージ「大阪」

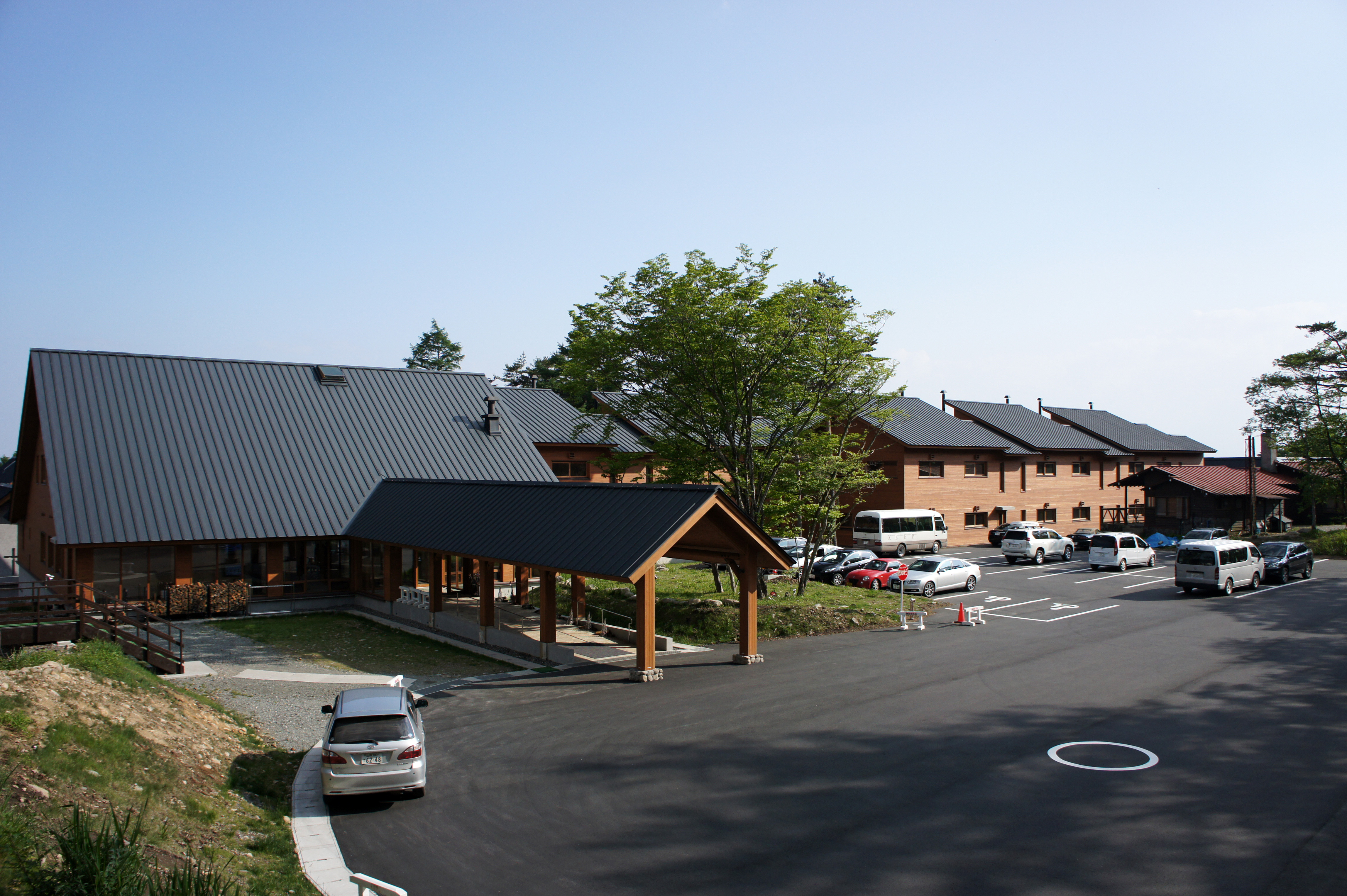
新館

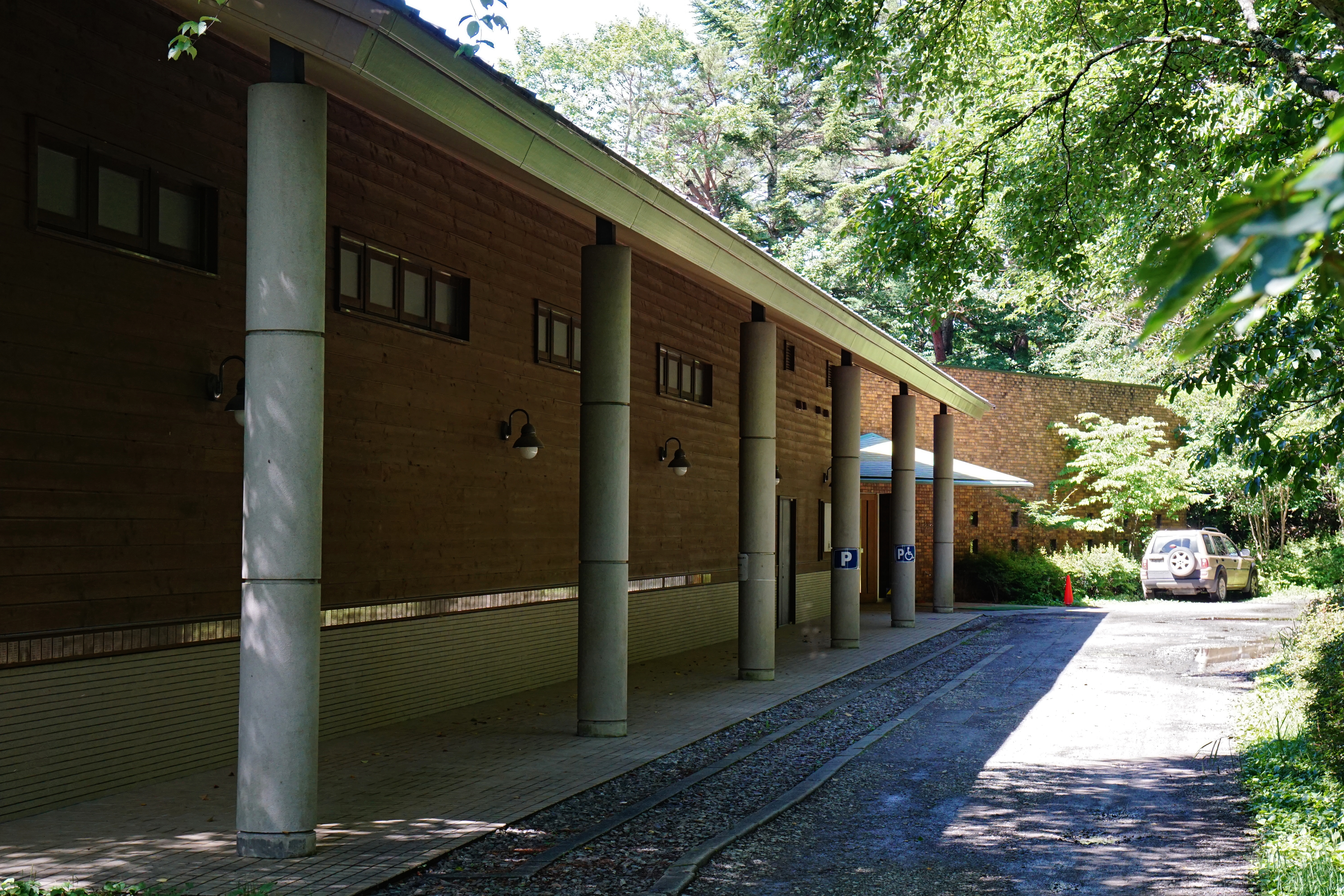
ポール・ラッシュ記念館

  - 本館 - 洋室・和室35部屋、コテージ15棟
  - 新館 - 洋室・和室20部屋、温泉棟
  - ユースキャンプ場
  - 自然学校 - 洋室・和室22部屋

- 会議室・レストラン等
  - 本館 - ホール、研修棟、レストラン
  - 新館 - ホール、小会議室、レストラン、カフェラウンジ
  - ユースキャンプ場 - 大小ホール、多目的広場
  - 自然学校 - 研修・会議室5部屋、食堂

- 屋外施設等
  - ポール・ラッシュ記念館
  - 多目的広場、自然歩道、屋内運動場
  - アメリカンフットボール用フィールド
  - 清泉寮パン＆ジャム工房
  - 清泉寮ジャージーハット
  - キープファームショップ

## 隣接する施設
- 山梨県立八ヶ岳自然ふれあいセンター
- キープやまねミュージアム

## ソフトクリーム
現在に至るまで清泉寮ソフトクリームはポール・ラッシュが生みの親であり、清泉寮を訪れる上で観光要素のひとつとなっている。
清泉寮ソフトクリームは、1976年（昭和51年）初夏、清泉寮の喫茶メニューとして作られた。当時250円のジャージー牛乳を使用した濃厚なソフトクリームは、カレーライスが600円の時代には高価であった。しかし、「濃厚でおいしい」と、八ヶ岳の登山者やユースホステルの宿泊者の口コミで人気が広がった。

## アクセス

### 鉄道
- JR小海線清里駅下車、2km。自動車で5分。無料送迎バスあり（一部予約制）[17]。夏季のみ乗合バス（清里ピクニックバス）が運行[18]。

### 自動車
- 中央自動車道
  - 須玉ICより国道141号・山梨県道28号北杜八ヶ岳公園線（清里高原大橋）を経由。
  - 小淵沢ICより山梨県道・長野県道11号北杜富士見線（八ヶ岳横断道）を経由。